# Digone

Un digone dégénéré avec deux arêtes se partageant les mêmes sommets.

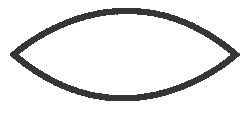
digone

En géométrie euclidienne, un digone est un polygone dégénéré avec deux côtés (arêtes) et deux sommets. C'est le seul polygone régulier qui n'est ni simple, ni croisé. Son symbole de Schläfli est {2}.

## Dans les pavages sphériques

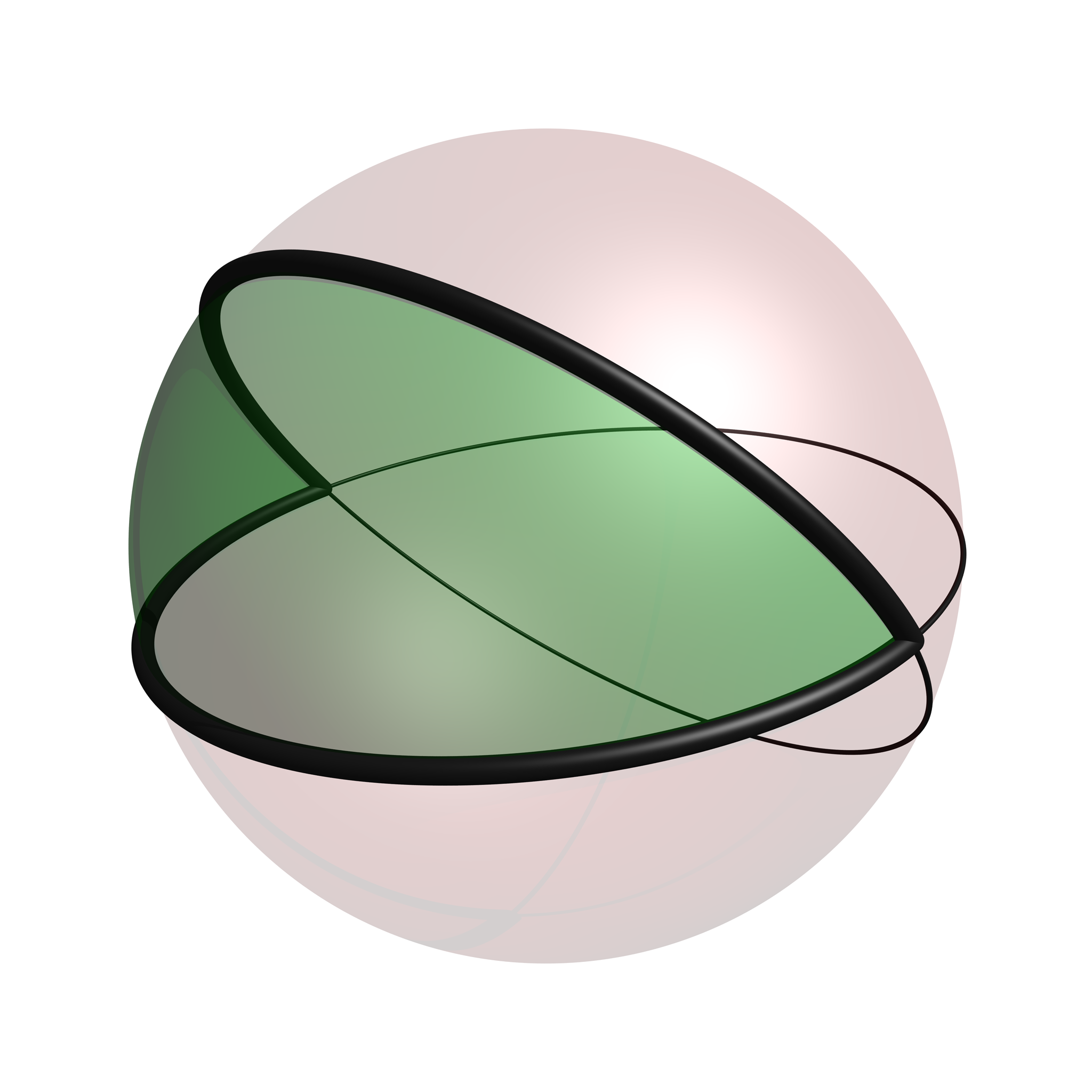
Un digone antipodal sur la sphère.

Un polyèdre sphérique peut contenir un digone non dégénéré (avec une aire intérieure non nulle) si les sommets sont antipodaux. L'angle interne du sommet du digone sphérique peut être tout angle compris entre 0 et 360 degrés. Un tel polygone sphérique peut aussi être appelé un fuseau sphérique.

## Dans les polyèdres
Un digone est considéré comme une face dégénérée d'un polyèdre parce que son aire est nulle et ses bords se recouvrent, mais elle peut avoir quelquefois une existence topologique utile dans la transformation des polyèdres.
Tout polyèdre peut être modifié topologiquement en remplaçant une arête avec un digone. Une telle opération ajoute une arête et une face au polyèdre, bien que le résultat soit géométriquement identique. Cette transformation n'a pas d'effet sur la caractéristique d'Euler (χ = S − A + F).
Une face digone peut aussi être créée par effondrement géométrique d'une face quadrilatérale en déplaçant les paires de sommets pour les faire coïncider dans l'espace. Ce digone peut alors être remplacé par une arête unique. Il perd une face, deux sommets et trois arêtes, ce qui laisse de nouveau la caractéristique d'Euler inchangée.
Des classes de polyèdres peuvent être dérivées comme formes dégénérées d'un polyèdre primaire, avec les faces étant quelquefois dégénérées sur les sommets coïncidents. Par exemple, cette classe de 7 polyèdres uniformes avec la symétrie octaédrique existe en tant que formes dégénérées du grand rhombicuboctaèdre (4.6.8). Ce principe est utilisé dans la construction de Wythoff.
| 4.4.4 | 3.8.8 | 3.4.3.4 | 4.6.6 | 3.3.3.3 | 3.4.4.4 | 4.6.8 |